# Fábio Rogério Correa Lopes
Fábio Rogério Correa Lopes (* 24. Mai 1985 in São Luís) ist ein ehemaliger brasilianischer Fußballspieler.

## Karriere
Lopes begann seine Karriere 2004 bei Moto Club de São Luís. Von 2004 bis 2006 war er beim Erstligisten Coritiba FC unter Vertrag. Am Ende der Série A 2005 stieg der Verein in die zweite Liga ab. Danach spielte er bei CA Bragantino, CS Alagoano und AS Arapiraquense. 2010 wechselte er zum südkoreanischen Daejeon Citizen FC. 2011 spielte er beim japanischen Cerezo Osaka. 2012 kehrte er nach Brasilien zurück und unterschrieb einen Vertrag bei Cruzeiro EC.